# Filosofia natural
A filosofia da natureza, também denominada filosofia natural, é a parte da filosofia que trata do conhecimento das primeiras causas e dos princípios do mundo material. Ela é considerada a precursora das ciências naturais, como a física.

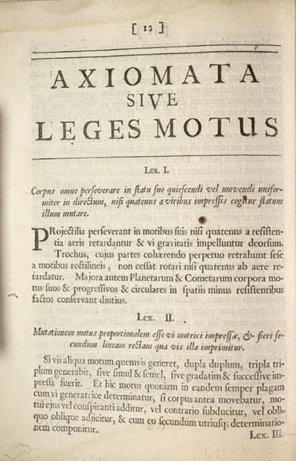
A primeira e a segunda lei de Newton, em latim, na edição original de sua obra Princípios Matemáticos da Filosofia Natural.

## Origem  e evolução do termo
"Filosofia da natureza" é a expressão usada para descrever o estudo da natureza, tanto do ponto de vista que hoje chamaríamos científico ou empírico, quanto  do ponto de vista metafísico, ou seja, é uma ciência geral de movimento e mudança – movimento entendido como qualquer tipo de mudança gradual, tal como a mudança de qualidade ou de lugar. Como o nome sugere, a filosofia natural interessa-se por esses movimentos e mudanças que ocorrem naturalmente: geração, crescimento e até movimentos espontâneos, desde os batimentos do coração à queda de corpos e os movimentos circulares das esferas celestes.
Num sentido mais restrito  designa todo trabalho de análise e síntese de experiências ou de descrição e compreensão da natureza. O termo ciência emergirá só mais tarde, depois de Galileu, Descartes, Newton, aplicando-se ao desenvolvimento da investigação experimental independente e com base matemática, orientada por um método.
Pode-se dizer que as várias ciências que historicamente se desenvolveram a partir da filosofia,  surgiram mais especificamente da filosofia natural. Nas antigas universidades, as cadeiras de filosofia natural estão, agora, ocupadas principalmente por professores de física. As noções modernas de "ciência" e "cientista" remontam apenas ao século XIXː antes disso, a palavra "ciência" significava simplesmente conhecimento, e não existia o rótulo de "cientista". Por exemplo, o tratado de 1687, de Newton, é conhecido como Princípios Matemáticos da Filosofia Natural.

## Âmbito da filosofia natural
No mais antigo conhecido diálogo de Platão, Charmides distingue entre a ciência, os corpos de conhecimento que produzem um resultado físico, e aqueles que não o fazem. A filosofia natural tem sido classificada mais como teórica do que um ramo da filosofia prática (como a ética). Ciências que norteiam artes e desenham sobre o conhecimento filosófico da natureza podem produzir resultados práticos, mas estas ciências auxiliares (por exemplo, arquitetura ou medicina) vão além da filosofia natural.
O estudo da filosofia natural procura explorar os cosmos por quaisquer meios necessários para entender o universo. Algumas ideias pressupõem que a mudança é uma realidade. Embora isso possa parecer óbvio, tem havido alguns filósofos que negaram o conceito de metamorfose, como o predecessor de Platão, Parmênides e depois o filósofo grego Sexto Empírico, e alguns filósofos orientais. George Santayana, em seu ceticismo e fé irracional, tentou mostrar que a realidade da mudança não pode ser comprovada. Se o seu raciocínio é som, segue-se que, para ser um físico, deve-se restringir ao próprio ceticismo suficiente para confiar em seus sentidos, ou então contar com antirrealismo.
O sistema metafísico de René Descartes descreve dois tipos de substância: matéria e espírito. De acordo com este sistema, tudo o que é "matéria" é determinista e natural-e assim pertence à filosofia natural, e tudo o que é "mente" é voluntária e não-natural, e está fora do domínio da filosofia da natureza.

## Ramos e assuntos da filosofia natural
Os principais ramos da filosofia natural incluem astronomia e cosmologia, o estudo da natureza em grande escala; etiologia, o estudo da (intrínseca e extrínseca, por vezes) causa; o estudo da possibilidade, probabilidade e aleatoriedade; o estudo de elementos; o estudo do infinito e do ilimitado (virtual ou real); o estudo da matéria; mecânica, o estudo da tradução e alteração de movimento; o estudo da natureza ou as diversas fontes de ações; o estudo das qualidades naturais; o estudo de quantidades físicas; o estudo das relações entre as entidades físicas; e da filosofia do espaço e do tempo (Adler, 1993).

### Ordem e Desordem na natureza
‘Ordem’ > ‘Ordinem’(lt.) = “séries, padrão, arranjo, rotina”.
Quando se pensa em ordem na natureza, se pensa em leis naturais, sem as quais o Universo ou o Cosmos, ou seja, todo esse ‘sistema ordenado’, resultaria na desordem ou caos. Através da linha do tempo, diversos filósofos se debruçaram sobre o assunto, abordando de um modo mais empírico e experimental, tendo ‘ordem’ como algo científico, mas também, levando a discussão ao âmbito da metafísica.
FRANCIS BACON
Bacon tinha uma visão mais mecânica do mundo e propunha uma aproximação mais inquisitiva e prática (aplicável/executável) da natureza, além de declarar que todas as tentativas de ir além dela (metafísica) estariam fadadas a cair nos mesmos erros.
Em seu livro ‘Novum Organum’, reflete em seu primeiro axioma que:
- “O homem, ministro e intérprete da natureza, faz e entende tanto quanto constata, pela observação dos fatos ou pelo trabalho da mente, sobre a ordem da natureza; não sabe nem pode mais”.

‘Ministrar’ significa ‘prestar serviço ou ajuda’, e isso requer uma atenção especial. Esse axioma infere diretamente na relação serviçal de domínio humano que Bacon irá estabelecer entre Homem e Natureza. O ser humano, por ser aquele que possui a habilidade inerente de traduzir a ‘linguagem falada’ pela natureza, é capaz de serví-la e ajudá-la, mas como um serviço que tem como fim, o domínio antrópico sobre a mesma.
- - “Pois a natureza não se vence, se não quando se lhe obedece”. de “nature, to be commanded, must be obeyed”.[4]

A crença no domínio da natureza através do experimentalismo é explicada pela visão de que a natureza existe, principalmente, para o uso e benefício do Homem e que a investigação científica tem como objetivo a melhora e o aprimoramento da condição humana (Bacon sempre se preocupou com uma forma de conhecimento que fosse caridosa, nesse sentido). Contudo, esse método experimental deve seguir uma ordem, assim como a natureza.
Então, o conceito de Bacon sobre estruturas na natureza, funcionando de acordo com seu próprio método de trabalho, concentra sobre a questão de como a ordem natural é produzida, especificamente pela interação entre matéria e movimento.
- XLVI[7]

“Com efeito, todo movimento ou ação natural ocorre no tempo; é mais rápido ou mais lerdo que outro, mas sempre conforme durações fixas, notadas na natureza”.
[...]
“A queda dos corpos pesados no sentido da terra e a subida dos corpos leves para o céu cumprem-se em tempos determinados, conforme a natureza do corpo e o meio em que se movem”.
A natureza do corpo sendo a sua matéria, é primordial para o entendimento da ordem na natureza de Bacon, pois o filósofo possuía um ponto de vista materialista em relação ao conceito de leis naturais. Obtendo o conhecimento acerca da matéria e seus fenômenos (em destaque, o movimento), e fazendo uso de instrumentos, acreditava que
- “o Homem pode governar ou direcionar o trabalho natural da natureza de produzir resultados definitivos”  para assim...  “ restabelecer o “Império do Homem sobre a criação”.[8]

BENTO ESPINOZA
Espinoza, no primeiro capítulo de sua obra ‘Ética, Demonstrada à maneira dos Geômetras’, estabelece a unidade do universo. Ao mesmo tempo em que rejeita a existência de um Deus provedor e transcendente, delineia a sua concepção de Deus, como sendo a causa universal e imanente de tudo que existe, relacionando-o diretamente com a Natureza.
- “O eterno e infinito ser que chamamos de ‘Deus’ ou ‘Natureza’[...]” de  “The eternal and infinite being we call ‘God’ or ‘Nature’[...]”[9]

Sendo Deus, para Espinoza, a única substância  do universo, se faz então, algo necessário e não causado, ou seja, infinito. Da mesma maneira, pode-se dizer, então, que nada existe para além da Natureza, tudo está na Natureza.
- “da necessidade da natureza divina deve-se seguir uma infinidade de coisas em infinitos modos”

de “From the necessity of the divine nature there must follow infinitely many things in infinitely many ways”
Portanto, Deus ou a Natureza agem pela mesma necessidade pela qual existem. Necessariamente, existem por serem infinito, e necessariamente, produzem uma infinidade de coisas. Se, a ação da natureza divina é necessária, ou seja, se a produção infinita de coisas é necessária, logo tudo que existe, veio à existência a partir de um determinismo. Sendo assim, a ordem das coisas segue a essência de Deus.
Dado que tudo provém de uma eterna necessidade da Natureza, Espinoza ressalta que existem duas ordens que atuam na causalidade das coisas particulares:
1. As leis gerais do universo, provenientes da imanência de Deus;
2. A influência exercida das outras coisas particulares.

Ao mesmo tempo em que as leis gerais do universo interferem na causalidade das coisas, o movimento de corpos interferem no movimento de outros corpos, por exemplo. A relação causa-efeito está sob domínio destas duas ordens de causalidade, portanto:
- “As coisas particulares não são mais que afecções dos atributos de Deus, ou seja, modos pelos quais os atributos de Deus se exprimem de maneira certa e determinada”

de “Particular things are nothing but states of God’s attributes, or modes by which God’s attributes are expressed in a certain and determinate way.”
- “Qualquer coisa singular, ou seja, qualquer coisa que é finita e tem existência determinada, não pode existir nem ser determinada à ação se não é determinada a existir e a agir por outra causa, a qual é também finita e tem uma existência determinada [...] e assim indefinidamente.”[12]

É importante ressaltar que não há teleologia na Natureza para Espinoza. Por causa de sua necessidade imanente, causas finais, propósitos, ou vontades não existem em Deus. Tudo há, e tudo é como deveria ser, segundo o determinismo do universo.

## História da filosofia natural

### Idade antiga
Os primeiros filósofos gregos estudaram  movimento e o cosmo. Figuras como Hesíodo considerava o mundo natural como descendentes dos deuses, onde para outros como Leucipo e Demócrito era considerado  como átomos sem vida em um vórtice. Anaximandro deduziu que eclipses acontecem por causas das aberturas em anéis de fogo celestial. Heráclito acreditava que os corpos celestes eram feitas de fogo que foram contidos em tigelas, ele pensou que eclipses acontecem quando a tigela se afastava da terra. Anaxímenes  acredita  que o elemento subjacente era o ar, e por meio da manipulação de ar alguém poderia mudar a sua espessura para criar fogo, água, terra e pedras. Empédocles identificou os elementos que compõem o mundo que ele chamou as raízes de todas as coisas como fogo, do ar, Terra e Água. Platão argumenta que o mundo é uma réplica imperfeita de uma ideia que um artesão divino,  uma vez realizou. Ele também acreditava que a única maneira de saber realmente algo estava com a razão e lógica e não o estudo do objeto em si, mas que o assunto mutável é um curso viável de estudo.
Na idade antiga, prevaleceram, essencialmente, duas escolas de filosofia natural:
- A teoria mecanicista, de acordo com o qual a natureza é composta de átomos submetidos  a leis estritamente deterministas. Cada corpo é simplesmente um agregado de átomos, resultante da composição de várias peças montadas em conjunto;
- A teoria platônica, que compara a toda a natureza em um organismo vivo. Os indivíduos não são o resultado de componentes associados em conjunto, mas sim o resultado de um princípio simples, e essa unidade se gradualmente dividido em muitos, mantendo-se um.

O contraste entre estas duas escolas, desde o tempo da filosofia pré-socrática, é: por um lado, há os chamados pensadores ilozoistas, que veem a questão como um animado todo, e tenta explicar as mudanças da natureza usando um princípio unitário, capaz de fazer direito. Para eles, ao lado de Demócrito, segundo o qual, em vez da origem de tudo o que há um princípio único, mas uma multiplicidade de átomos.
Platão foi inflexível adversário de Demócrito, afirmando, no Timeu, a existência de uma alma no mundo que rege o cosmo vitalizante dos fenômenos naturais. O erro fundamental de Demócrito, segundo Platão, foi  que a teoria atômica excluiu a "existência de primeiros princípios" que podem orientar o fluxo perene de fenômenos; ele não poderia explicar por que os agregados de matéria são sempre, de certa maneira (para formar um cavalo, por exemplo, ou  um elefante), estruturados de acordo com critérios preestabelecidos, como se fossem dotados de inteligência.

### Mudanças da natureza segundo Aristóteles
Aristóteles também se opôs a Demócrito com respeito à evolução de um ser vivo, por exemplo, a partir de um ovo de uma galinha, não pode ser o resultado de combinações fortuitas simples de átomos: há leis adequadas que atuam a partir do interior, que conota a "substância", diferente dos mecanismos de causa e efeito que atuam a partir do exterior, que são apenas "acidentais'. Cada organismo é, então, concebido por Aristóteles em forma unitária, como enteléquia, ou seja, como uma entidade que tem, em si, o critério que possibilita a evolução. Para Aristóteles, há quatro causas responsáveis pela mudança da natureza:
- Causa material:

Movimento de um objeto irá se comportar em diferentes maneiras, dependendo da substância/essência a partir do qual ela é feita (compare com argila, aço, etc.).
- Causa formal:

Movimento de um objeto irá se comportar de maneiras diferentes, dependendo da sua disposição material. (Compare com uma esfera de argila, bloco de argila, etc.)
- Causa eficiente:

O que causou o objeto de vir a existir; um "agente de mudança" ou um "agente de movimento”.
- Causa final:

O motivo que levou o objeto a ser trazido à existência.
Entre a Idade Média e a Era moderna, a tendência foi de estreitar o campo de atuação da ciência para a consideração das causas eficientes ou baseadas em agências de um tipo particular.

## Idade Média
Na idade Média, a natureza é estudada principalmente em relação ao sobrenatural, interpretado como um lugar de presença escuro e simbólico, inicialmente ligado a rituais pagãos e magia que  foi gradualmente integrada e adaptada pela Igreja de acordo com o processo de evangelização da Europa. O Aspecto da natureza, divididos nos três reinos, animal, vegetal e mineral, encontrado em gêneros literários, respectivamente como Bestiários, erva e lapidares, foi uma forma de conhecimento que visava  principalmente a uma perspectiva alegórica.
Então, apesar de a teologia preponderar sobre a filosofia, no período medieval, certos progressos filosóficos foram realizados. Será com o desenvolvimento da escola, e depois com o nascimento das primeiras universidades do século XII, o qual a filosofia da natureza vai começar a construir-se cada vez mais como uma ciência autônoma, em virtude do fato de que o mundo irracional passou a ser considerado como um todo orgânico e sujeito independente de estudos separados com relação à teologia.
Foi com o inglês Roger Bacon, o precursor do rumo que tomaria a filosofia natural séculos mais tarde, destacando-se do tronco da filosofia e tornando-se a ciência. Ele também era um seguidor de Aristóteles, mas estabeleceu-se em outras posições, como adotar exclusivamente um tipo de ciência matematizada, antecipando o método de Galileu o qual excluía do estudo da natureza tudo o que não foi devido a relações numéricas e quantitativas. Por outro lado, reavaliando a experimentação no conhecimento do mundo natural, Bacon fez a chamada magia cerimonial ou demoníaca, que é a magia ou alquimia natural, que opera de acordo com as leis da natureza e lhe permite revelar os seus segredos; então ele foi até aquele momento "a defesa mais fervorosa da astrologia e magia." 

### Filosofia medieval do movimento
Pensamentos medievais de movimento envolveram muito das obras de Aristóteles sobre  física e metafísica. A questão que os filósofos medievais tinham com o movimento era a inconsistência encontrada entre o livro 3  de Física e o livro 5 da Metafísica. Aristóteles afirmava no livro 3 de Física que o movimento pode ser categorizado por substância, quantidade, qualidade, e lugar. Em que  no livro 5 da Metafísica, ele afirmou que o movimento é a magnitude da quantidade. Esta disputa levou a algumas questões importantes para os filósofos naturais: Qual categoria(s) se encaixa(m) em movimento? É movimento a mesma coisa que um terminal? É movimento separar as coisas reais? Estas foram as perguntas feitas por filósofos medievais que tentaram classificar movimento.
William Ockham dá uma boa noção de movimento para muitas pessoas na Idade Média. Há um problema com o vocabulário atrás de movimento que leva as pessoas a pensar que há uma correlação entre substantivos e as qualidades que fazem os substantivos. Ockham afirma que esta distinção é o que vai permitir às pessoas a entender o movimento, que o movimento é uma propriedade de células, locais e formas, e isso é tudo o que é necessário para definir o que é o movimento. Um exemplo famoso é a navalha de Ockham, que simplifica declarações vagas, cortando-as em exemplos mais descritivos. "Cada movimento deriva de um agente." torna-se "cada coisa que é movido, é movido por um agente".

## Do Renascimento até a idade moderna
O método científico tem precedentes antigos e Galileu exemplifica uma compreensão matemática da natureza, que é a marca de cientistas naturais modernos. Galileu propõe que a queda de objetos, independentemente da sua massa, iria cair na mesma taxa, enquanto que a forma com que eles caem é idêntica. A distinção do século XIX de uma empresa científica além da filosofia natural tradicional tem suas raízes em séculos anteriores. Propostas para uma abordagem  mais "curiosa" e prática para o estudo da natureza são notáveis em Francis Bacon, cujas convicções ardentes fez muito para popularizar seu método perspicaz balcônico.
Mesmo para os filósofos do Renascimento, por conseguinte, que também se desviavam dos dogmas da teologia, a natureza é um organismo vivo que não funciona montando mecanicamente partes menores até chegar a organismos superiores e inteligentes, mas sim o contrário: a evolução da natureza é possível pelo princípio inteligente que já existe antes da matéria. Bernardino Telesio assim, embora a polêmica contra Aristóteles, afirma a necessidade de estudar a natureza de acordo com seus próprios princípios, isto é, de acordo com a visão de um típico corpo imanente à razão aristotélica. De acordo com Giordano Bruno a natureza opera pelo próprio Deus, que se revela no homem através da razão, por meio de exaltação gradual dos sentidos e da memória conhecido como fúria heroica.
Desse modo, no Renascimento permanece constante a concepção da natureza como um todo, na verdade, vivo e animado, habitado por forças e presenças ocultas. Paracelso comentou sobre isso, o qual falou abertamente de entidades espirituais responsáveis por todas as leis da natureza e de suas ocorrências; ele foi responsável por um maior desenvolvimento da doutrina de assinaturas, com base no conceito de analogia entre o macrocosmo e o microcosmo, entre natureza e ser humano.
A visão imanente de filósofos do Renascimento, particularmente de Giordano Bruno, será retomada por Baruch Spinoza, que "Deus não é um manipulador de marionetes", que não é transcendente, mas coincide com a própria Natureza. De acordo com Spinoza, tudo na natureza é causado por um único princípio absoluto e tal, que não é para ser entendida como o primeiro elo da cadeia de causas presentes nele, mas como a substância unitária desta mesma cadeia.
Com Leibniz, continuou a visão neoplatônica, atribuindo a capacidade de raciocínio, mesmo à matéria. Ele vê todo o universo como povoado por centros de energia, que são todos equipados com as suas próprias representações, embora muitas vezes inconsciente. Cada centro de energia é uma enteléquia fechada em si mesma, mas suas representações coincidem com as de outros, porque eles são todos coordenados por Deus, de acordo com a harmonia preestabelecida. Segundo Leibniz, a natureza é semelhante a uma engrenagem submetida a leis externas que determinam até mesmo a vontade dos indivíduos, visão essa semelhante à de Demócrito.
No Renascimento, a filosofia natural assume uma vertente experimentalista, baseada em métodos, sob influência de filósofos como Francis Bacon e René Descartes (que criou, em suas obras Discurso sobre o método e Meditações, as bases da ciência contemporânea). Estas propostas metodológicas, aliadas ao sucesso de investigadores como Johannes Kepler e Galileu Galilei, estabelecem os alicerces do que seria a Revolução Científica do século XVII. No entanto, a primeira construção teórica mais ampla e coerente, matematicamente estruturada, passível de testes e com poder de previsão, foi a Física de Isaac Newton, na segunda metade do século XVII. Nela, finalmente, a fé irracional  deixa de ser influente, frente a uma estrutura matemática do universo, que Galileu considerava como a base de suas manifestações. As ideias de essência e substância são então julgadas improcedentes, até mesmo pelos empiristas anglo-saxão, como John Locke, porque não são obtidas diretamente pela experiência.
Interessante notar o título da principal obra de Newton, Princípios Matemáticos da Filosofia Natural, já que, embora o advento da física newtoniana seja considerado como um marco para a ciência moderna, tanto Newton quanto outros cientistas da época ainda incluíam seus trabalhos na "filosofia natural".
O filósofo natural do final do século XVII Robert Boyle escreveu A Free Enquiry into the Vulgarly Received Notion of Nature (em português, "Uma livre investigação sobre a noção vulgarmente recebida de Natureza"), uma obra sobre a distinção entre a física e a metafísica, a partir da qual a moderna ciência da química foi criada, mediante a separação  dos estudos protocientíficos da alquimia. Biógrafos de Boyle, defendem que ele lançou as bases da química moderna.
Essas obras de filosofia natural são representativas de uma ruptura com  a escolástica medieval, dominante nas universidades europeias, e antecipam, em muitos aspectos, os desenvolvimentos que levariam à ciência, tal como é praticada modernamente. Como diria Bacon, "atormentar a natureza" para revelar "seus" segredos (a experimentação científica), em vez de mera dependência de observações históricas, ou até anedóticas, de fenômenos empíricos, viria a ser considerado como uma característica definidora da ciência moderna, se não a verdadeira chave para o seu sucesso. Os biógrafos de Boyle, ao destacarem o fato de ele ter lançado as bases da química moderna, negligenciaram a forma como se agarrou firmemente às ciências escolásticas, em teoria, na prática e na doutrina. No entanto, ele registrou meticulosamente detalhes de observação em suas pesquisas e, posteriormente, não só defendeu essa prática, mas também a sua publicação, tanto para experiências bem sucedidas como para experiências mal sucedidas, de modo a validar seus resultados, mediante a replicação dos experimentos.

## A filosofia da natureza hoje
Nos últimos tempos, tem sido amplamente afirmada a necessidade de uma retomada da reflexão filosófica sobre a natureza, considerando-se que uma reflexão filosófica  fundamentada nas modernas concepções científicas do mundo físico e biológico  é necessária, tanto para a interpretação e compreensão efetiva dos dados e das teorias científicas, quanto para o desenvolvimento de concepções antropológicas que não negligenciem as bases físico-biológicas.
Além disso, mesmo no interior da comunidade científica, é frequentemente destacada a necessidade de uma elaboração - em chave ontológica, epistemológica e filosófica em geral - das técnicas e teorias científicas utilizadas, bem como das consequências práticas da sua utilização (para o meio ambiente, os pacientes, a sociedade etc.). Nesse sentido, espera-se o renascimento de uma reflexão filosófica sobre a natureza, que, todavia, não se pretenda substitutiva das ciências, mas as acompanhe - o que já em parte acontece, para além dos termos usados ou pretendidos, como "filosofia da natureza", "ontologia (da) física", "ontologia da biologia", etc., com o florescimento contemporâneo de novas disciplinas que atravessam ciência e filosofia, tais como a filosofia da física, a filosofia da biologia ou a epistemologia evolucionista.